# Gildardo de Ruan
San Gildardo (San Gildardus o San Godardo) fue obispo de Ruan desde 488 hasta 525. Es venerado como santo por la Iglesia Católica y el misal se refiere a él como confesor.

## Biografía
En las primeras versiones del Martirologio romano se afirma que era hermano gemelo de san Medardo, que nacieron, fueron ordenados obispos y fallecieron el mismo día. En todo caso, en 511 Gildardo acudió al Primer Concilio de Orleans, convocado por Clodoveo I; en 530 sólo Medardo fue consagrado. Se le conmemora en Ruan, con su supuesto hermano.
Su cuerpo fue enterrado en la Iglesia de Santa María, que fue así nombrada posteriormente. Según Butler, su cuerpo fue trasladado durante las incursiones normandas a la abadía de San Medardo en Soissons.